# Eribulină
Eribulina este un agent chimioterapic utilizat în tratamentul cancerului mamar metastatatic și al liposarcomului. Calea de administrare disponibilă este cea intravenoasă.